# Alright, Still
Alright, Still ist das Debütalbum der britischen Popsängerin Lily Allen. Es wurde am 14. Juli 2006 weltweit veröffentlicht.

## Hintergrundinformationen
2005 erstellte Allen ein Benutzerkonto auf der Website Myspace und postete dort Demos ihrer Songs. Diese überzeugten tausende Hörer. Das Magazin OMM veröffentlichte einen Artikel über Allen, in dem sie beschrieben, wie die Sängerin durch MySpace erfolgreich wurde.
Der Albumtitel Alright, Still stammt aus einer Songzeile im zweiten Track "Knock ’Em Out" des Albums.

„Yeah, you’re alright baby,

you look alright still“

## Titelliste
1. Smile – 3:17
2. Knock ’Em Out – 2:54
3. LDN – 3:11
4. Everything’s Just Wonderful – 3:29
5. Not Big – 3:17
6. Friday Night – 3:07
7. Shame for You – 4:06
8. Littlest Things – 3:02
9. Take What You Take – 4:06
10. Friend of Mine – 3:58
11. Alfie – 2:46

Anmerkungen:
- Alfie handelt von Lily Allens Bruder. Auf It’s Not Me, It’s You singt sie bei Back to the Start über ihre Schwester, bei Chinese über ihre Mutter und bei He Wasn’t There über ihren Vater.

## Singleauskopplungen
Alfie wurde in Großbritannien gemeinsam mit der Single Shame for You als Doppel-Single veröffentlicht.
| Jahr | Titel                 | Höchstplatzierung, Gesamtwochen, AuszeichnungChartplatzierungen (Jahr, Titel, , Platzierungen, Wochen, Auszeichnungen, Anmerkungen) | Höchstplatzierung, Gesamtwochen, AuszeichnungChartplatzierungen (Jahr, Titel, , Platzierungen, Wochen, Auszeichnungen, Anmerkungen) | Höchstplatzierung, Gesamtwochen, AuszeichnungChartplatzierungen (Jahr, Titel, , Platzierungen, Wochen, Auszeichnungen, Anmerkungen) | Höchstplatzierung, Gesamtwochen, AuszeichnungChartplatzierungen (Jahr, Titel, , Platzierungen, Wochen, Auszeichnungen, Anmerkungen) | Höchstplatzierung, Gesamtwochen, AuszeichnungChartplatzierungen (Jahr, Titel, , Platzierungen, Wochen, Auszeichnungen, Anmerkungen) | Anmerkungen                              |
| Jahr | Titel                 | DE | AT | CH | UK | US | Anmerkungen                              |
| ---- | --------------------- | --- | --- | --- | --- | --- | ---------------------------------------- |
| 2006 | Smile                 | DE67 (9 Wo.)DE | AT39 (11 Wo.)AT | CH21 (26 Wo.)CH | UK1 ×2Doppelplatin · (37 Wo.)UK | US49 Gold · (12 Wo.)US | Erstveröffentlichung: 3. Juli 2006       |
| 2006 | LDN                   | — | — | CH88 (2 Wo.)CH | UK6 Platin · (17 Wo.)UK | — | Erstveröffentlichung: 25. September 2006 |
| 2006 | Littlest Things       | — | — | — | UK21 (8 Wo.)UK | — | Erstveröffentlichung: 11. Dezember 2006  |
| 2007 | Alfie / Shame for You | — | — | — | UK15 Silber · (11 Wo.)UK | — | Erstveröffentlichung: 5. März 2007       |

## Kritikerstimmen
Das Album wurde von Kritikern positiv aufgefasst. Das Magazin The Observer bewertete es auf ihrer Liste als 10. bestes Album aus dem Jahr 2006. The Guardian als 7. bestes Album des Jahres. Rob Sheffield, ein Autor der britischen Musikzeitschrift Rolling Stone, meinte, dass Alright, Still „nur ein weiterer Beweis ist, dass Lily Allen original ist“ und bewertete das Album ebenfalls positiv.

## Kommerzieller Erfolg

### Chartplatzierungen
| ChartsChartplatzierungen       | Höchstplatzierung | Wochen |
| ------------------------------ | ----------------- | ------ |
| Schweiz (IFPI)                 | 53 (9 Wo.)        | 9      |
| Vereinigte Staaten (Billboard) | 20 (36 Wo.)       | 36     |
| Vereinigtes Königreich (OCC)   | 2 (98 Wo.)        | 98     |

| ChartsJahrescharts (2006)    | Platzierung |
| ---------------------------- | ----------- |
| Vereinigtes Königreich (OCC) | 29          |

| ChartsJahrescharts (2007)    | Platzierung |
| ---------------------------- | ----------- |
| Vereinigtes Königreich (OCC) | 26          |

### Auszeichnungen für Musikverkäufe
| Land/Region                  | Auszeichnungen für Musikverkäufe (Land/Region, Auszeichnung, Verkäufe) | Verkäufe    |
| ---------------------------- | ---------------------------------------------------------------------- | ----------- |
| Argentinien (CAPIF)          | Gold                                                                   | 20.000      |
| Australien (ARIA)            | Platin                                                                 | 70.000      |
| Europa (IFPI)                | Platin                                                                 | (1.000.000) |
| Frankreich (SNEP)            | Silber                                                                 | 35.000      |
| Irland (IRMA)                | Platin                                                                 | 15.000      |
| Kanada (MC)                  | Gold                                                                   | 50.000      |
| Neuseeland (RMNZ)            | Platin                                                                 | 15.000      |
| Vereinigte Staaten (RIAA)    | Gold                                                                   | 500.000     |
| Vereinigtes Königreich (BPI) | 4× Platin                                                              | 1.200.000   |
| Insgesamt                    | 1× Silber · 3× Gold · 7× Platin ·                                      | 1.905.000   |